# 圣佩德罗德梅里达
圣佩德罗德梅里达，是西班牙埃斯特雷马杜拉巴达霍斯省的一个市镇。总面积23平方公里，总人口825人（2001年），人口密度36人/平方公里。